# Лоддін
Лоддін (нім. Loddin) — громада в Німеччині, розташована в землі Мекленбург-Передня Померанія. Входить до складу району Передня Померанія-Грайфсвальд. Складова частина об'єднання громад Узедом-Зюд.
Площа — 6,07 км2. Населення становить 991 ос. (станом на 31 грудня 2020).

## Галерея

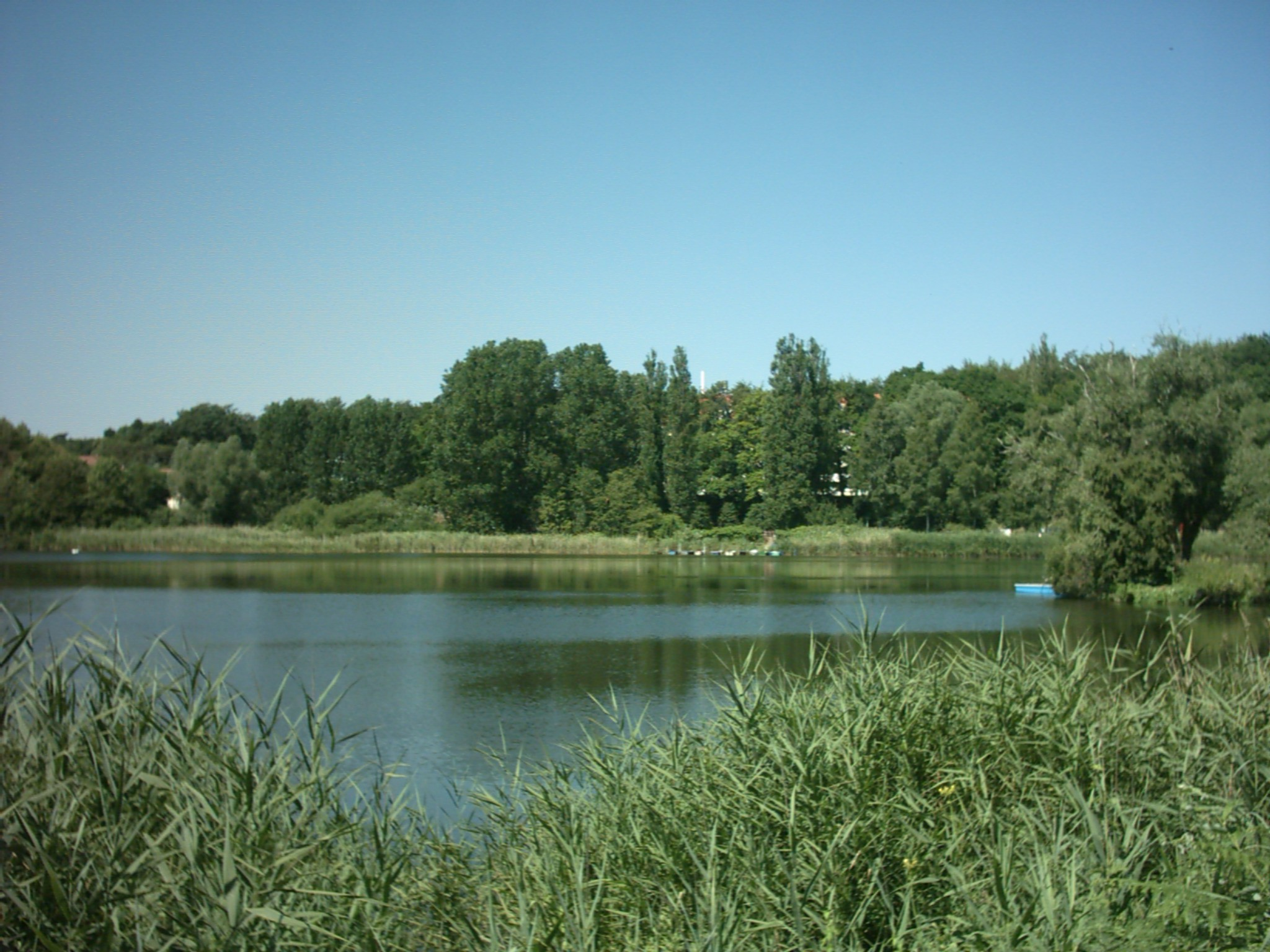
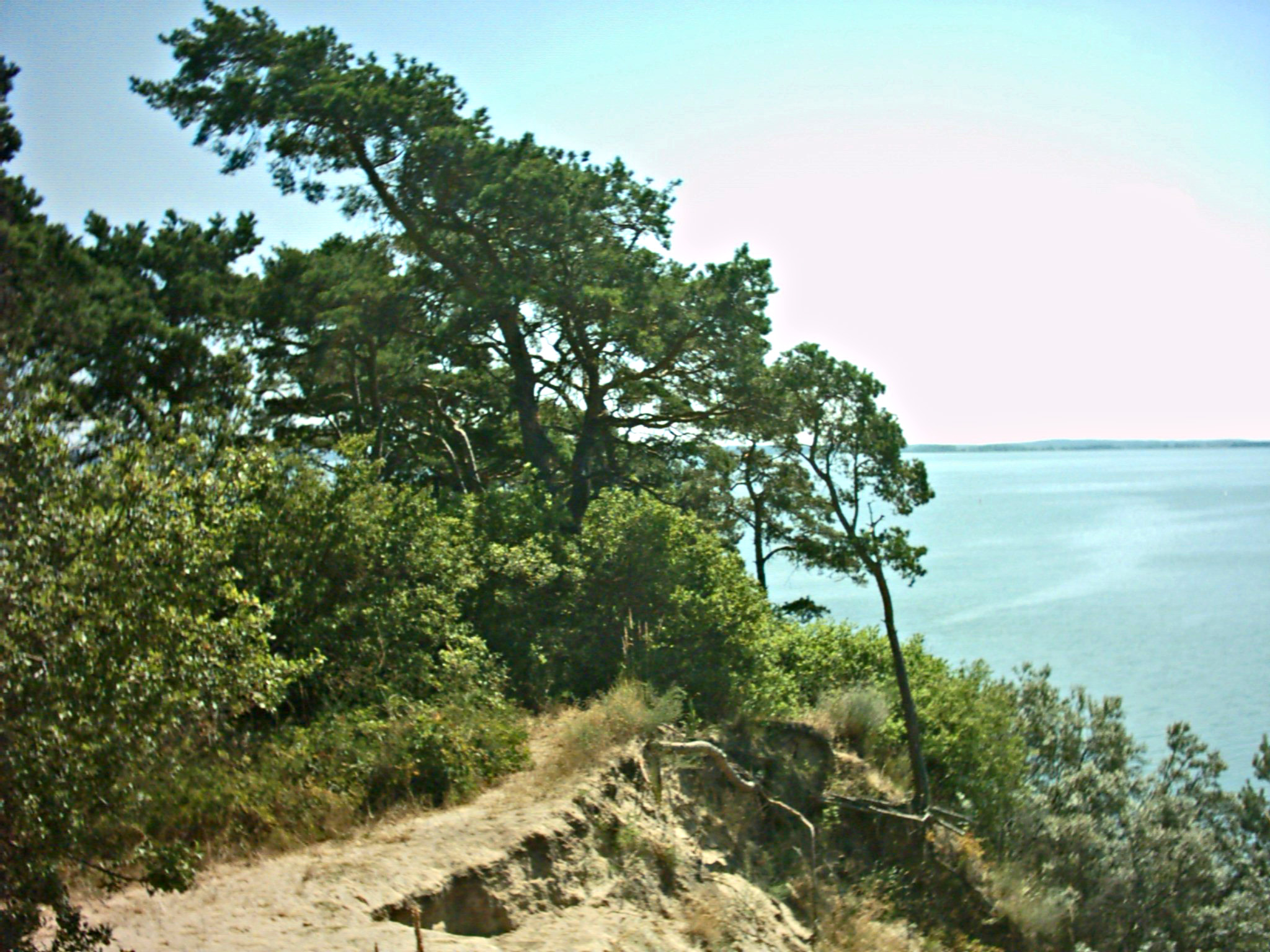
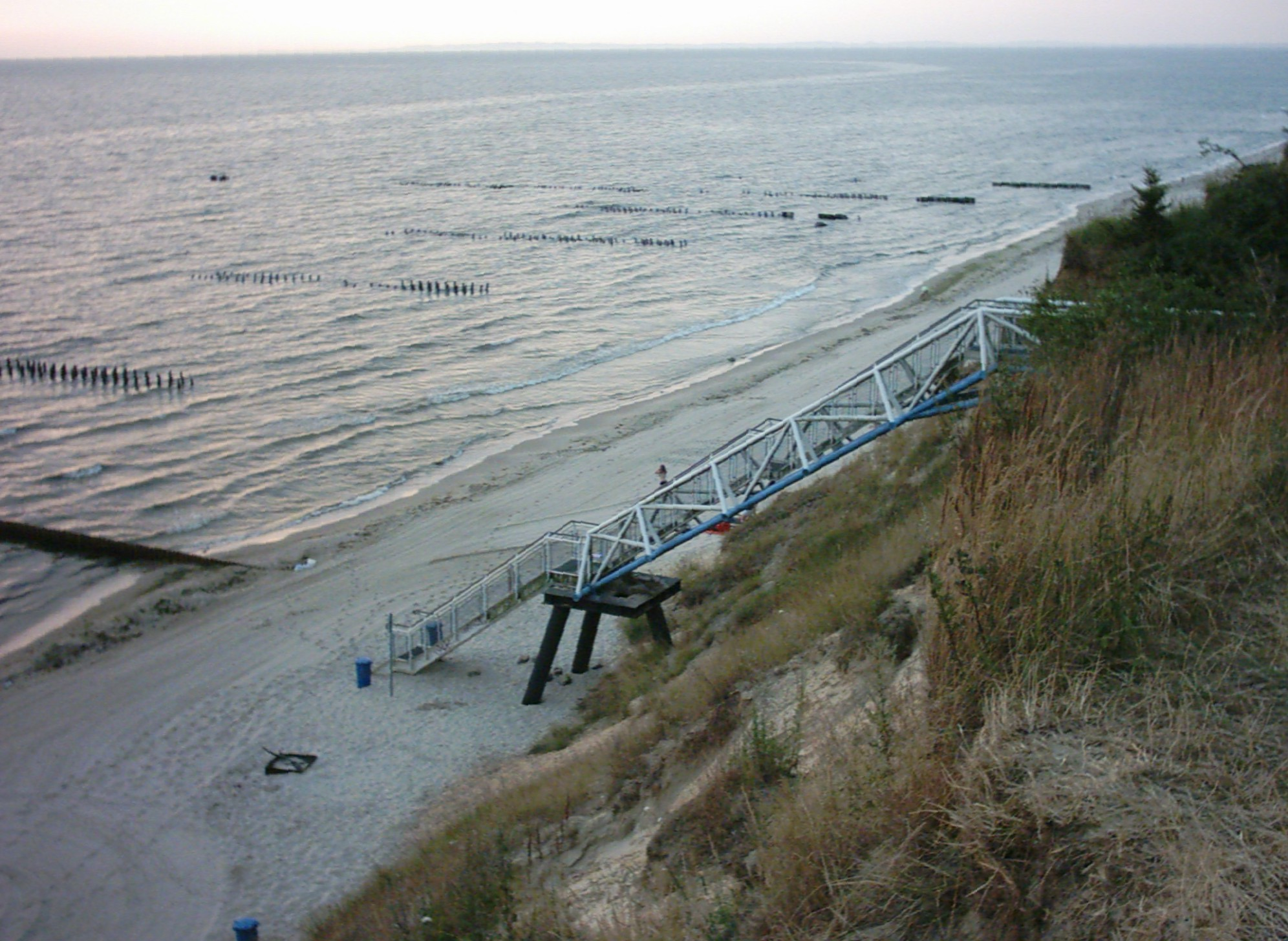